# Черемушки (Абдулинський міський округ)
Чере́мушки (рос. Черёмушки) — селище у складі Абдулинського міського округу Оренбурзької області, Росія.

## Населення
Населення — 37 осіб (2010; 44 у 2002).
Національний склад (станом на 2002 рік):
- росіяни — 98 %